# Станции-призраки Парижского метрополитена
Станции-призраки парижского метро — станции, не обслуживающие пассажиров. По историческим или коммерческим причинам ряд станций парижского метро не используется и не доступен для пассажиров. Большая часть станций-призраков была закрыта в сентябре 1939 года после вступления Франции во Вторую мировую войну. Ещё две станции были построены, но никогда не вводились в эксплуатацию.

## Станции, никогда не вводившиеся в эксплуатацию
Две станции парижского метро были построены, но не введены в эксплуатацию: Порт Молитор / Мюра (фр. Porte Molitor / Murat) и Аксо (Haxo). У них отсутствуют даже выходы наружу. Увидеть их можно только на специальных рейсах, иногда организуемых RATP.

### Порт Молитор (Porte Molitor)
Станция Порт Молитор сооружена на участке, соединяющем линии 9 и 10, так называемый «путь Мюрата» («voie Murat»). Первоначально предполагалось, что станция будет обслуживать стадион Парк де Пренс во время матчей. Однако расчёты показали, что эксплуатация станции будет слишком сложной, поэтому проект был закрыт на середине строительства, из-за чего выходы со станции так и не построили. Железнодорожные пути с тех пор используются в качестве депо для поездов.

### Аксо (Haxo)

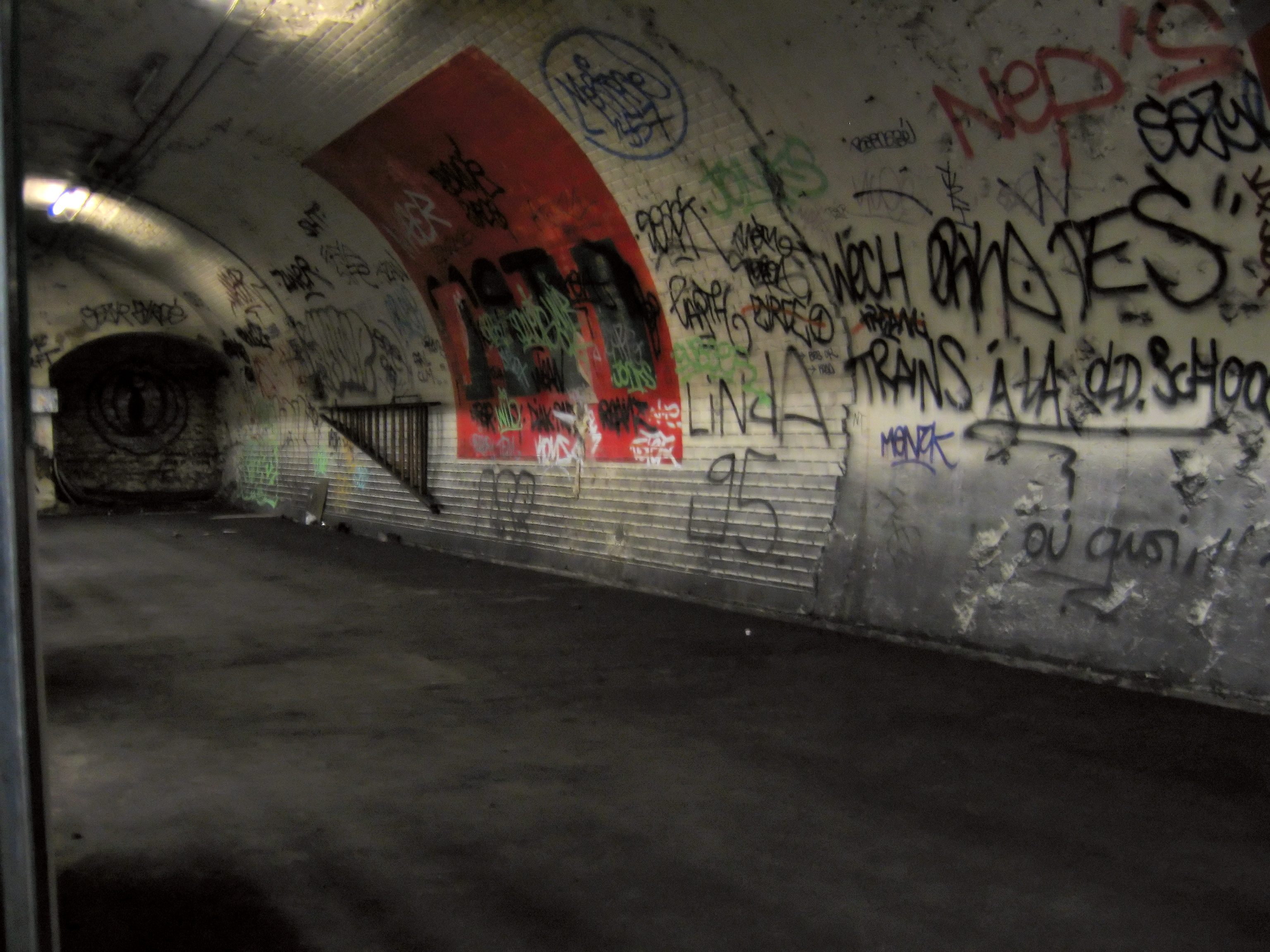
Станция Аксо

Станция Аксо находится на одноколейном пути «вуа де Фет» (la voie des Fêtes), соединяющем станции Плас де Фет (Place des Fêtes) линии 7bis и Порт де Лила (Porte des Lilas) линии 3bis. На некоторых рабочих чертежах она имеет название Порт дю Пре-Сен-Жерве (Porte du Pré-Saint-Gervais).

Проект по соединению 3 и 7 линий (тогда они ещё не назывались 3bis и 7bis) между станциями Порт де Лила и Пре Сен-Жерве (Pré Saint-Gervais) был задуман ещё в начале XX века и поддерживался муниципалитетом, которому принадлежала железнодорожная сеть. Компания железных дорог парижского метро (фр. Compagnie du chemin de fer métropolitain de Paris; CMP), эксплуатировавшая пути, выступала против проекта из-за его низкой рентабельности. Тем не менее, два одноколейных туннеля — вуа де Фет от Плас де Фет к Порт де Лила с промежуточной станцией Аксо, и «челночный путь» (voie navette) в обратном направлении без промежуточной станции — были сооружены. 

Схема пути вуа де Фет и «челночного» пути

Однако в эксплуатацию было решено ввести лишь «челночный путь». Поезда ходили по нему с 1921 по 1939 год, но после войны движение по отрезку было решено не возобновлять, так как к тому времени 11 линия уже соединила Плас де Фет и  Порт де Лила. Правда, в 1952—1956 годах «челночный путь» стал доступен для пассажиров, хотя и в ограниченном режиме: здесь проходили испытания первого пневматического подвижного состава МР-51 и системы автоведения. Нередко пассажирам, особенно детям, даже разрешали сесть в кабину машиниста и «управлять» поездом. Тем не менее, в регулярную коммерческую эксплуатацию отрезок введён не был. Что же касается станции Аксо, то она так никогда и не была введена в эксплуатацию и даже не имеет выходов.
В настоящее время существует проект по слиянию линий 3bis и 7bis в новую линию, которая соединит станции Шато-Ландо 7 линии и Гамбетта 3 линии. В этом случае, возможно, станция Аксо будет достроена и откроется для пассажиров.

## Станции, закрывшиеся во время Второй мировой войны
В начале Второй мировой войны, в связи с мобилизацией работников метрополитена, по распоряжению правительства значительная часть станций парижского метро была закрыта. Функционировали только 85 станций. После войны большая часть закрытых станций была открыта заново, однако ряд малопосещаемых (и потому нерентабельных) станций либо так и не был открыт, либо введён в эксплуатацию спустя несколько десятилетий.

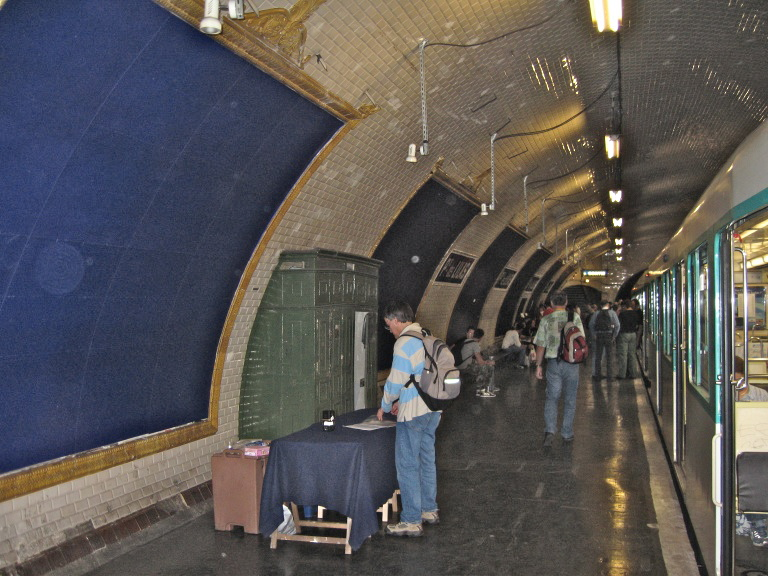
Станция Порт де Лила — Синема

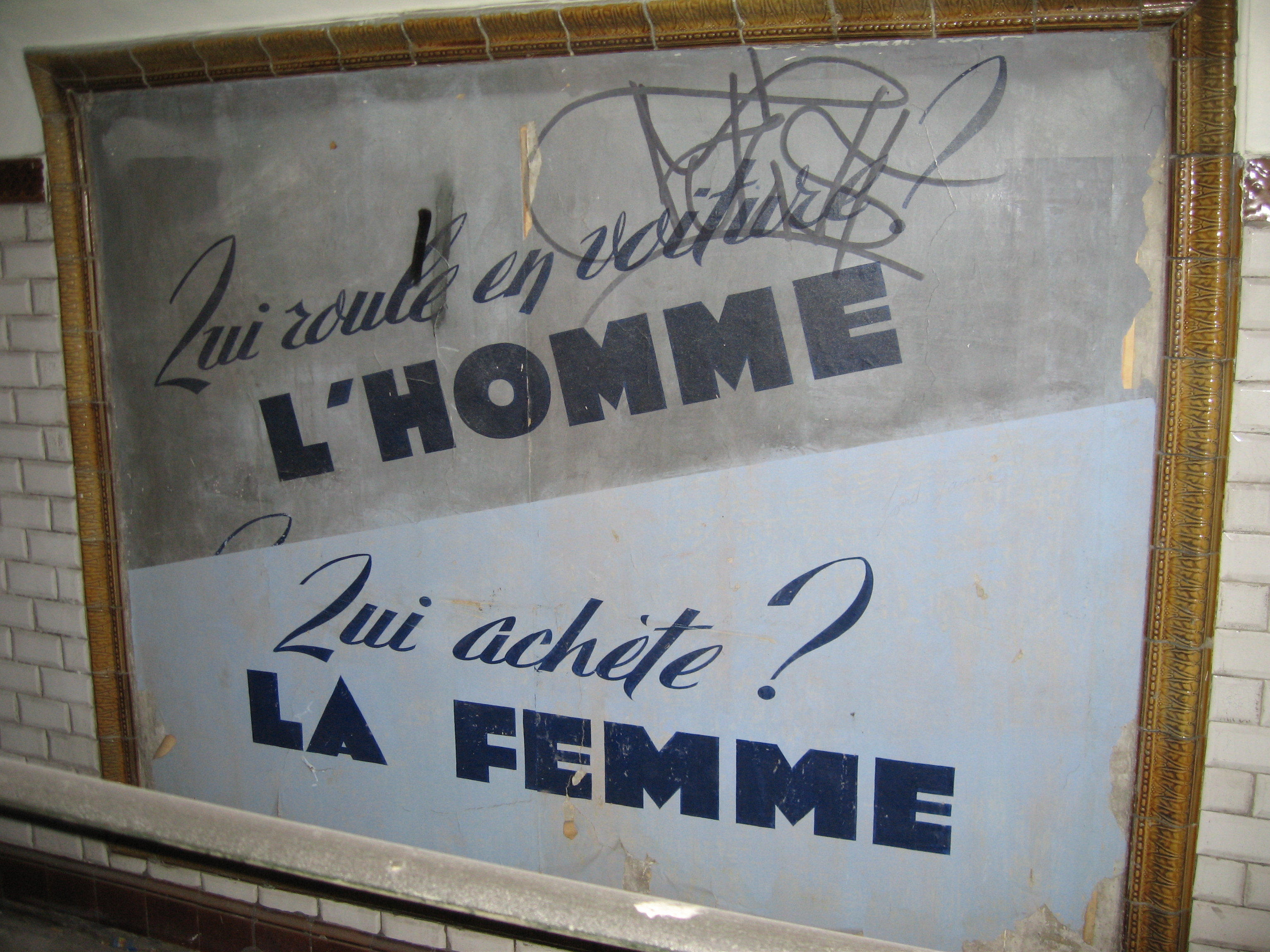
На станции Сен-Мартен сохранилась реклама середины XX века, выполненная из керамической плитки

### Порт де Лила — Синема (Porte des Lilas — Cinéma)
Станция «Порт де Лила — Синема» не используется для перевозок и недоступна для пассажиров. Однако именно здесь снимают кино и рекламу, отсюда её название Синема. Она находится на окончании пути вуа де Фет и челночного пути, недалеко от станции Порт-де-Лила линии 3bis.

### Сен-Мартен (Saint-Martin)
Линии 8 и 9. Станция была закрыта осенью 1939 года, и хотя она активно использовалась пассажирами в 1930-х годах, после войны вновь открыта не была из-за близости к станции «Страсбур — Сен-Дени» — расстояние между ближайшими друг к другу выходами всего 100 метров.
В 1950-х годах Автономное управление парижского транспорта (АУПТ) использовало станцию для демонстрации рекламодателям возможностей рекламных площадей парижского метрополитена. На станции сохранились рекламы того периода.
В 1990-х годах станцию облюбовали парижские бездомные. Это вынудило АУПТ в 1999 году официально объявить станцию Пространством солидарности (Espace Solidarité Insertion) и предоставить в пользование Армии спасения.
В марте 2010 года станцию использовали для рекламы Nissan Qashqai. В октябре 2010 года в рамках фестиваля «Белая ночь» студенты Национальной высшей школы декоративных искусств проводили на станции перформанс, который можно было видеть из окон проезжавших поездов.
В романе Богомила Райнова «Господин Никто» (1967) заброшенная станция становится местом убийства.

### Красный крест (Croix-Rouge)

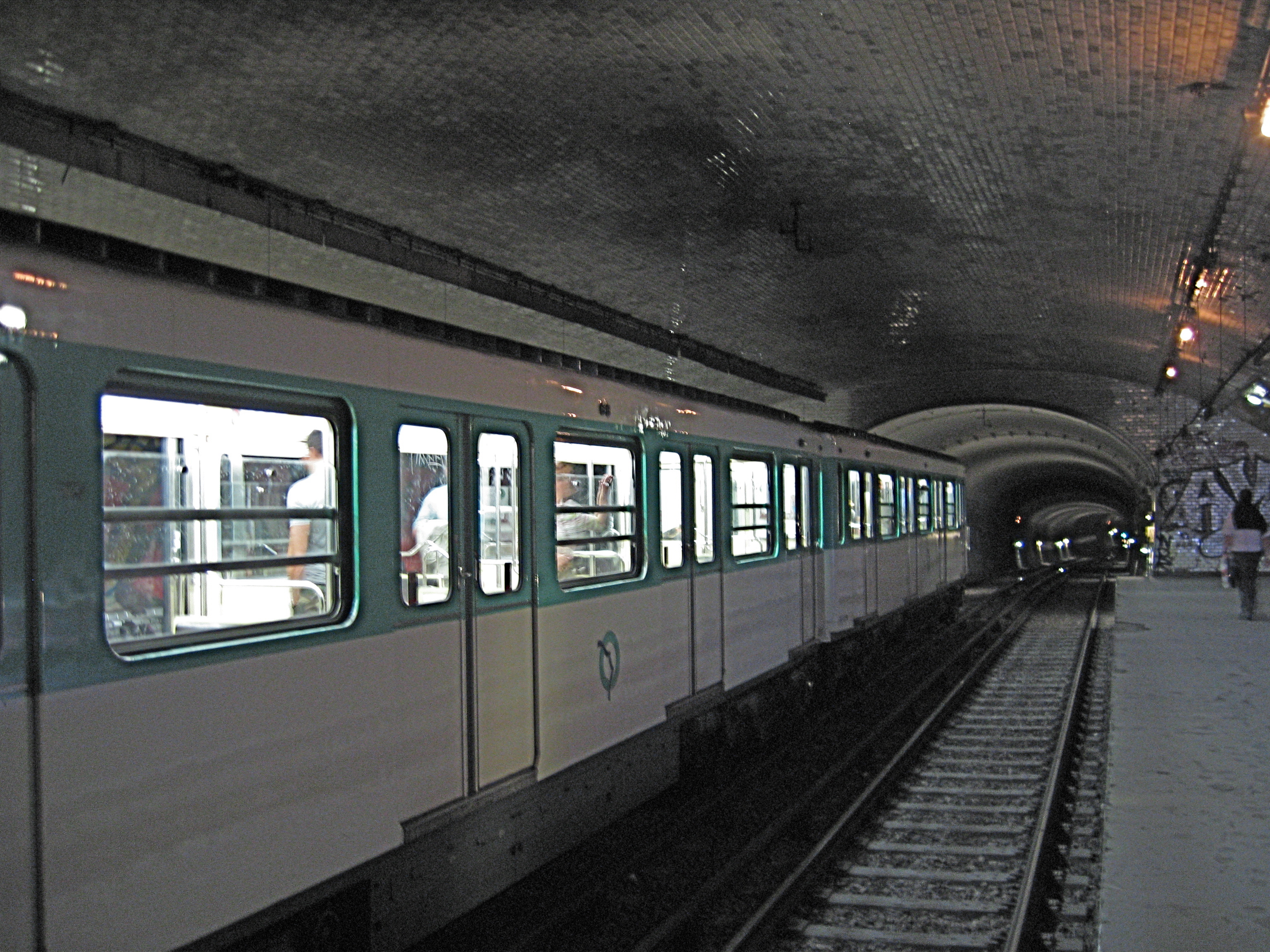
Станция «Красный крест»

Бывшая конечная линии 10. Её можно увидеть, проезжая по перегону между станциями Мабильон и Севр — Бабилон. Название станции не связано с Международным комитетом Красного креста и происходит от названия площади Carrefour de Croix-Rouge, называвшейся так ещё в XVIII веке и в 2005 переименованной в площадь Мишеля Дебре.

### Арсенал (Arsenal)
Линия 5, находится между станциями Bastille и Ке-де-ля-Рапе.

### Марсово поле (Champ-de-Mars)
Линия 8, между станциями Ла Мотт-Пике — Гренель и Эколь Милитер. Замурована.

## Станции, бывшие закрытыми в течение нескольких десятилетий
Среди станций, закрытых осенью 1939 года:
- Станция Варен (Varenne) (линия 14, в настоящее время линия 13) была заново открыта в 1962 году.
- Станция Бель-Эр (Bel-Air) линии 6 была вновь открыта в январе 1963 года.
- Станции Ренн (Rennes) (линия 12) и Льеж (Liège) (линия 13) были открыты соответственно 20 мая и 16 сентября 1968 года, однако работали в ограниченном режиме: станции закрывались после 20:00, а также в выходные и праздничные дни. В нормальном режиме станция Ренн стала функционировать лишь с 6 сентября 2004 года, а Льеж — с 4 декабря 2006 года.
- Станция Клюни (Cluny) линии 10 была закрыта почти 50 лет ввиду крайней близости к станции Odéon, однако создание станции Сен-Мишель — Нотр-Дам (Saint-Michel — Notre-Dame) линии RER В заставило открыть её заново 17 февраля 1988 года. Станция была переименована в Клюни — Ля-Сорбонн (Cluny — La Sorbonne), она соединяет линию В RER с 10 линией метро.

## Слияние станций

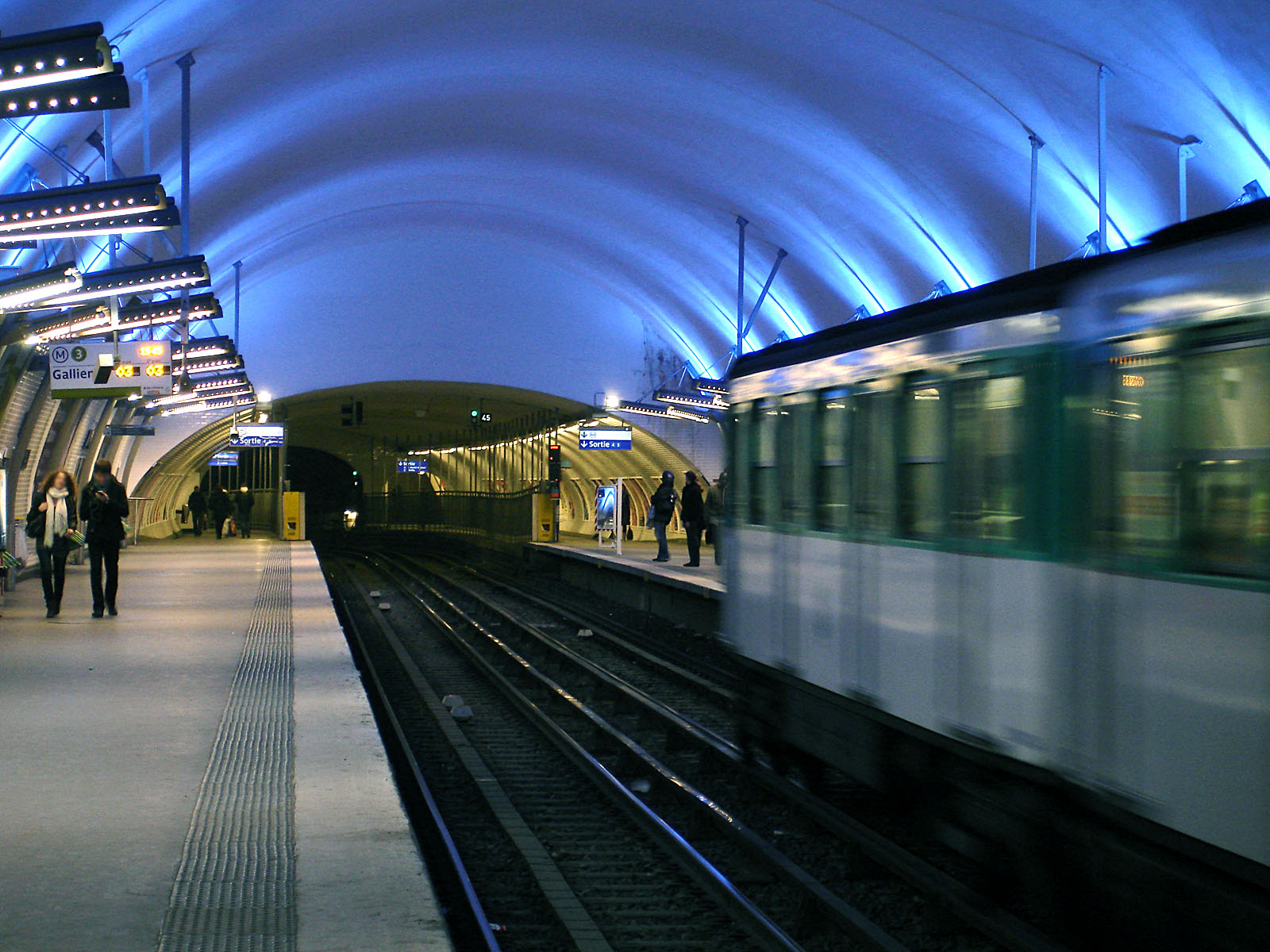
Станция Гамбетта, на заднем плане — остатки станции Мартен Надо

- Станция Гамбетта, на заднем плане — остатки станции Мартен НадоСтанция Мартен Надо (Martin Nadaud) стала частью станции Гамбетта линии 3, открытой в 1969 году. Изначально станция Мартен Надо находилась в 232 метрах от Гамбетта, однако строительство ветки в Баньоле потребовало строительства новой станции Гамбетта, которая поглотила Мартен Надо. Остатки Мартен Надо служат входом на станцию, выход к путям огорожен пластиковыми ограждениями. Станция Гамбетта линии 3 стала одной из самых длинных в парижском метро, а старая станция Гамбетта является конечной линии 3bis.

## Перемещённые станции

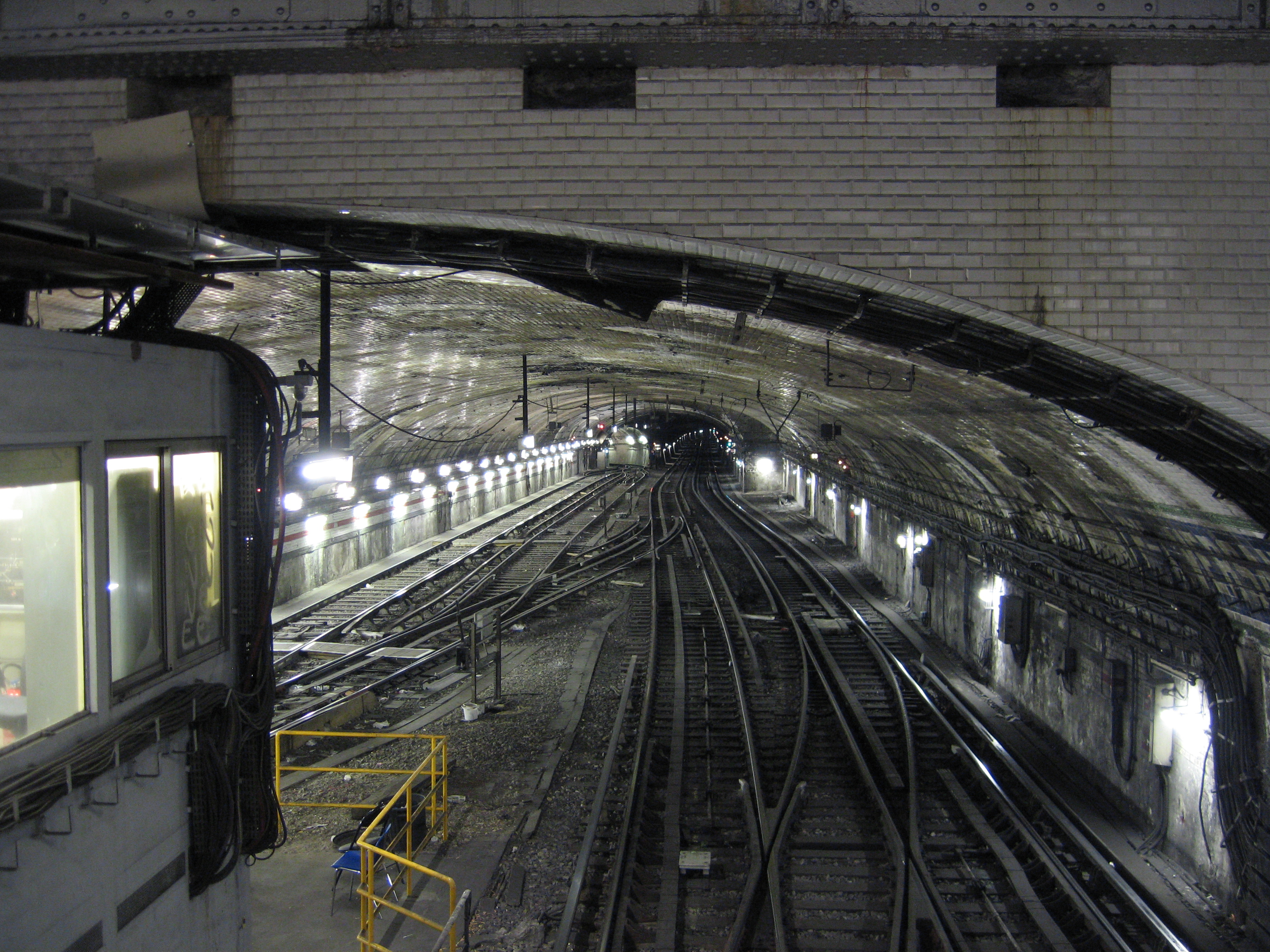
Остатки старой станции Порт де Версаль

Несколько станций были перемещены в связи с продолжением линий метро.
- Станция Порт де Версаль (Porte de Versailles). Остатки старой станции, служившей конечной линии А компании Nord-Sud, можно увидеть в конце современной станции.
- Станция Виктор Гюго (Victor Hugo) линии 2 была перенесена на 100 метров из-за ввода новых подвижных составов: перрон прежней станции имел слишком сильный изгиб, из-за чего расстояние между краями вагонов и перроном оказалось слишком большим.
- Станция Ле Аль (Les Halles) была полностью перенесена на несколько сотен метров в 1977 году для лучшего соединения со станцией RER. От старой станции не осталось ничего.